# Nguyễn Hữu Thọ
Nguyễn Hữu Thọ, né le 10 juillet 1910 et mort le 24 décembre 1996, est un révolutionnaire vietnamien et président du Conseil consultatif du Front national de libération du Sud Viêt Nam du 6 juin 1969 au 2 juillet 1976, et président de l'Assemblée nationale du Vietnam du 4 juillet 1981 au 18 juin 1987.